# Dan Stojović
Slobodan Stojović, noto anche come Dan (17 maggio 1945 – Aixe-sur-Vienne, 28 aprile 2007), è stato un calciatore jugoslavo, di ruolo attaccante.

## Carriera
Iniziò la carriera in patria nel Sutjeska.
Nel 1968 si trasferì negli Stati Uniti d'America, ove militò nel Chicago Mustangs nella North American Soccer League, raggiungendo il secondo posto della Lakes Division.
Nel 1969 torna in patria per militare con il Radnički Kragujevac con cui ottiene il quindicesimo posto della Prva Liga 1969-1970. L'anno seguente è al Proleter Zrenjanin, sodalizio in cui milita un solo anno per tornare a giocare nella stagione 1971-1972 nel Radnički Kragujevac, con cui retrocede in cadetteria al termine dell'annata.
Nel 1972 si trasferisce in Francia, al Limoges, club in cui militerà sino al 1978 nelle leghe inferiori transalpine. Tra il gennaio e maggio 1975 sarà anche allenatore del club francese.